# R5 (группа)
R5 — американская поп-рок группа, основанная в Лос-Анджелесе, штат Калифорния. Сформирована в 2009 году, состоит из Райкера Линча (бас-гитара, вокал), Райдел Линч  (клавишные, вокал), Рокки Линча (соло-гитара, вокал), Росса Линча (лид-вокал, ритм-гитара), Эллингтона Рэтлиффа (барабаны, вокал). В марте 2010 года они выпустили EP «Ready Set Rock», а в сентябре свой дебютный студийный альбом с Hollywood Records.
Дебютный  Loud был выпущен 19 февраля 2013 года. Первый альбом группы, Louder,  вышел 24 сентября 2013 года и в альбом вошли не только четыре песни из EP Loud, но также семь новых песен. Он был распродан тиражом 15 000 копий за первую неделю. Первым синглом альбома была выбрана песня «Pass Me By», премьера которой состоялась на Радио Дисней 16 августа. Премьера клипа состоялась 29 августа на Disney Channel и доступна для публичного просмотра на Vevo-канале группы. Снялись в 2014 году всей группой в 3 сезоне 69,70 серии в сериале Виолетта .

### 2009—2011:Начало и «Ready Set Rock»
Группа R5 состоит из братьев и сестры, родившихся и выросших в городе Литтлтон, штат Колорадо (братья Райкер Линч, Рокки Линч, Росс Линч и их сестра Райдел Линч), плюс друг из Калифорнии (Эллингтон Рэтлиффа). Живя в Колорадо, дети пошли в школу искусств, где научились петь и танцевать. В 2008 году Райкер (старший брат) в 16 лет решил, что хочет переехать в Лос-Анджелес, чтобы продолжить актёрскую карьеру. Ради исполнения желания сына, родители — Марк и Сторми Линч со всей семьей переехали в Лос-Анджелес. Четверо из братьев стали членами танцевальной команды в 2009 году. В октябре 2009 года семья встретился Эллингтона Рэтлиффа в студии танца в Калифорнии. Узнав о том, что Ратлифф умеет играть на барабанах, его включили в окончательный состав группы. Так была создана группа R5.
Группа самостоятельно выпустила EP под названием «Ready Set Rock». 9 марта 2010 года, состоящий из песен, написанных главным образом Райкером, Рокки и Райдел.

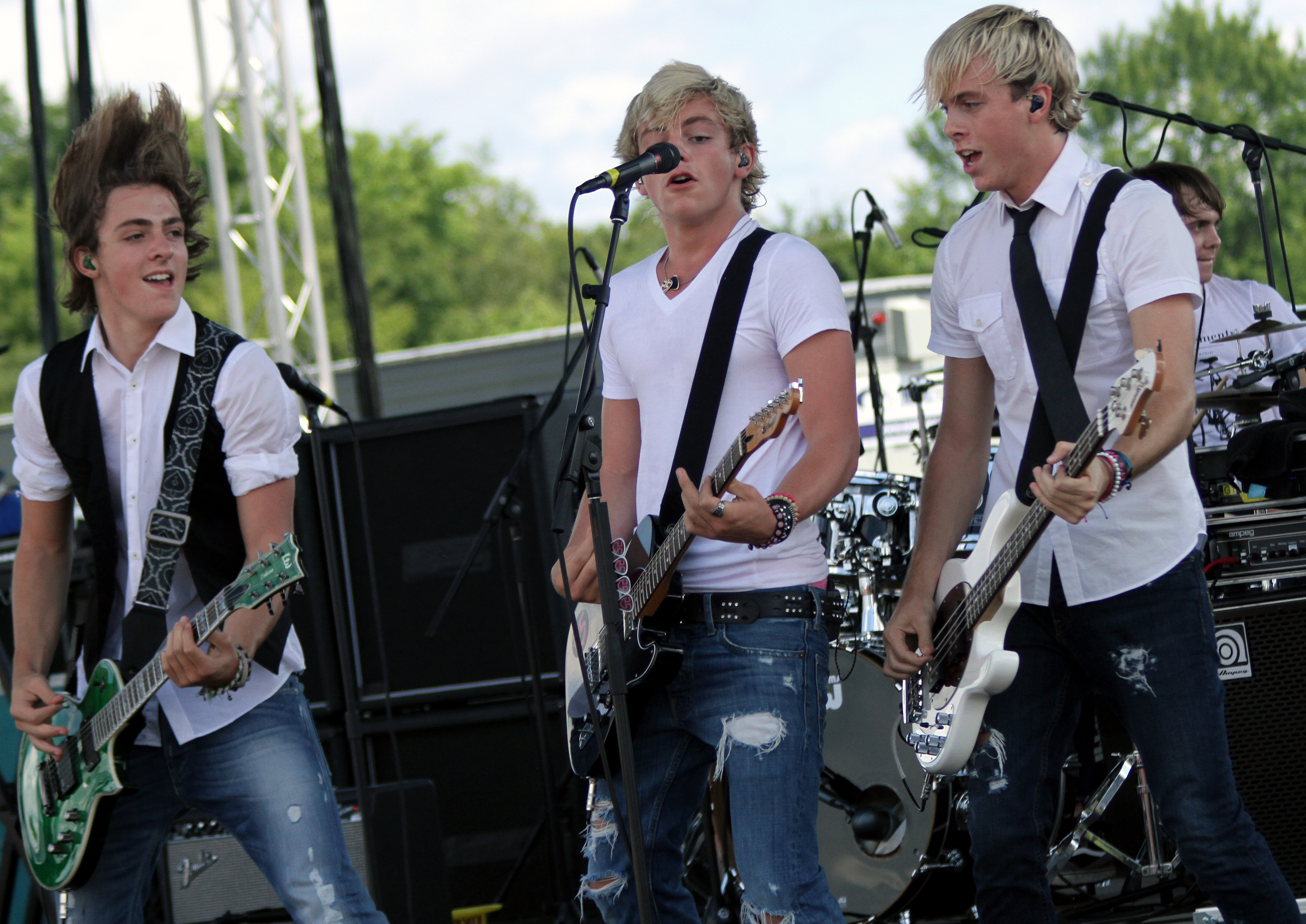
Рокки, Росс и Райкер на R5 West Coast Tour, в 2012 году

### 2012—настоящее время:Loud и Louder
В апреле 2012 года группа объявила о подписании контракта с лейблом DMG в Hollywood Records, планах провести мини-тур в мае. В середине 2009 R5 начали записывать ролики на YouTube, это оказалось успешным маркетинговом ходом для группы. В конце 2012 года R5 записали свой дебютный мини-альбом EP Loud, который был выпущен 19 февраля 2013 года. EP попал в Тор 3 чарта ITunes в течение 24 часов с момента его выпуска. Одна из четырех песен на EP «Here Comes Forever» была написана Райкером, Рокки и Россом. Райкер описал дебютный сингл «Loud», так: «Это как большая огромная шумная вечеринка».
16 августа 2013 года, состоялась премьера сингла с дебютного альбома на Radio Disney. «Pass Me By» была выпущена в цифровом формате 20 августа 2013 года. Полноценный альбом был выпущен 24 сентября 2013 года. «Loud» поднялся на вторую строчку в ITunes чарте. Специально для японских фанатов был включен бонус-трек «Wishing I Was 23», написанный и полностью спродюсированный Рокки.
В начале 2014 года вышел клип на песню «(I Can't) Forget About You», снятый во время поездки в Японию в поддержку альбома «Louder». В конце февраля начался мировой тур, в ходе которого были отыграны концерты по всей Европе, включая Польшу, Германию, Швецию, Данию, Италию, Испанию и даже Израиль. На концерте в Лондоне группа сыграла со стремительно набирающей популярность британской группой The Vamps, где они сыграли кавер-версию хита группы One Repiblic «Counting Stars».
Второй полноформатный альбом R5, Sometime Last Night, вышел 10 июля 2015 года.
В 2018 группа объявила, что берёт перерыв. Росс и Рокки создали новый проект The Driver Era.

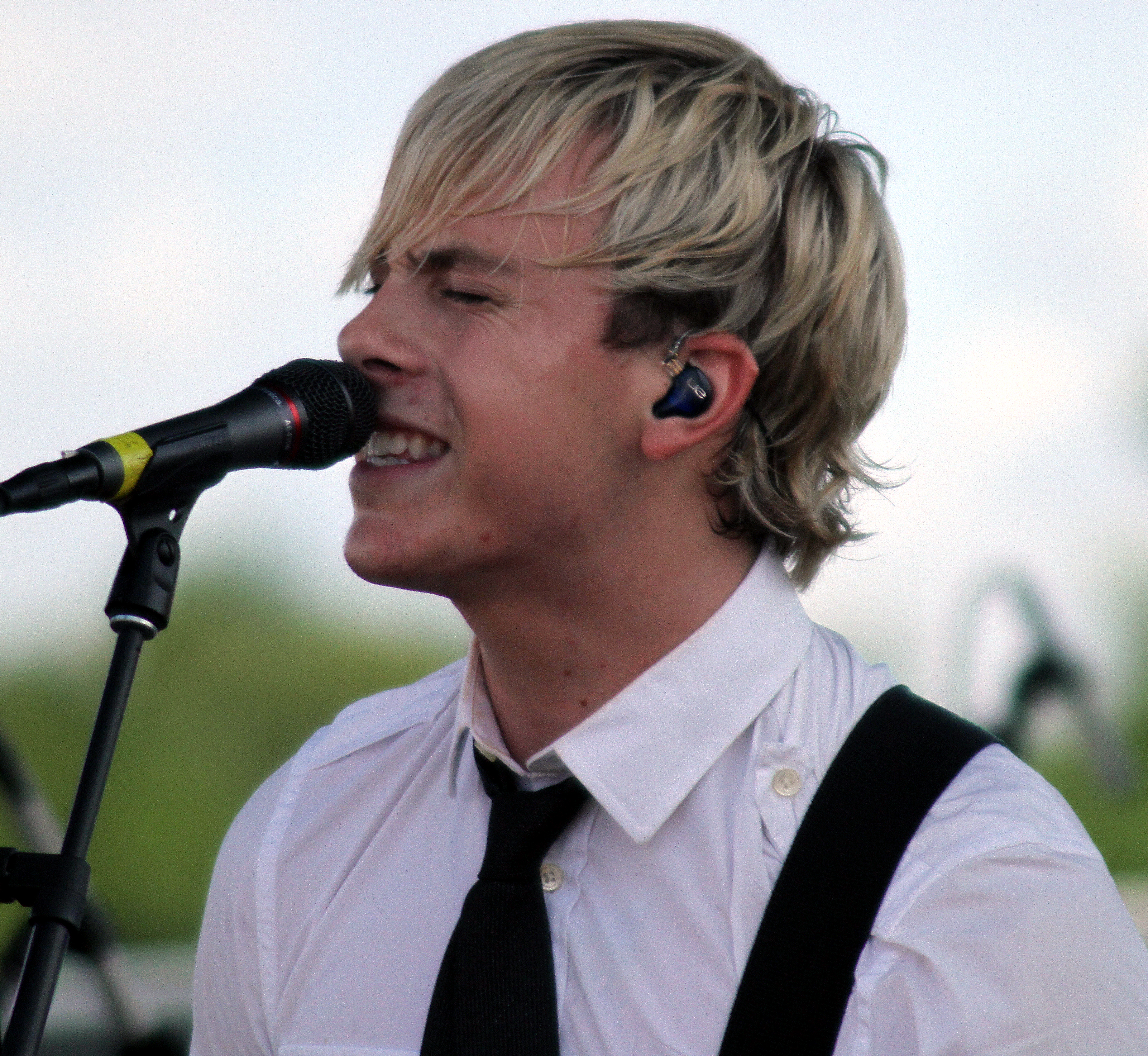
Райкер Линч(Loud Tour, 2013)
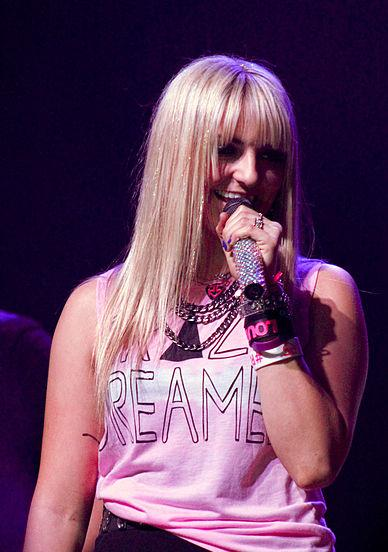
Райдел Линч
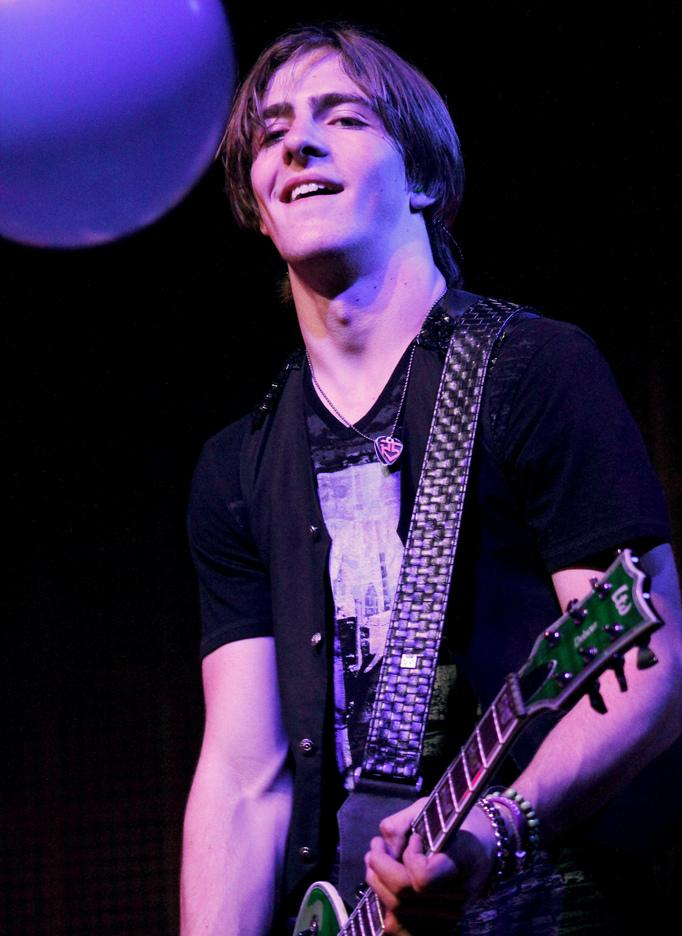
Рокки Линч
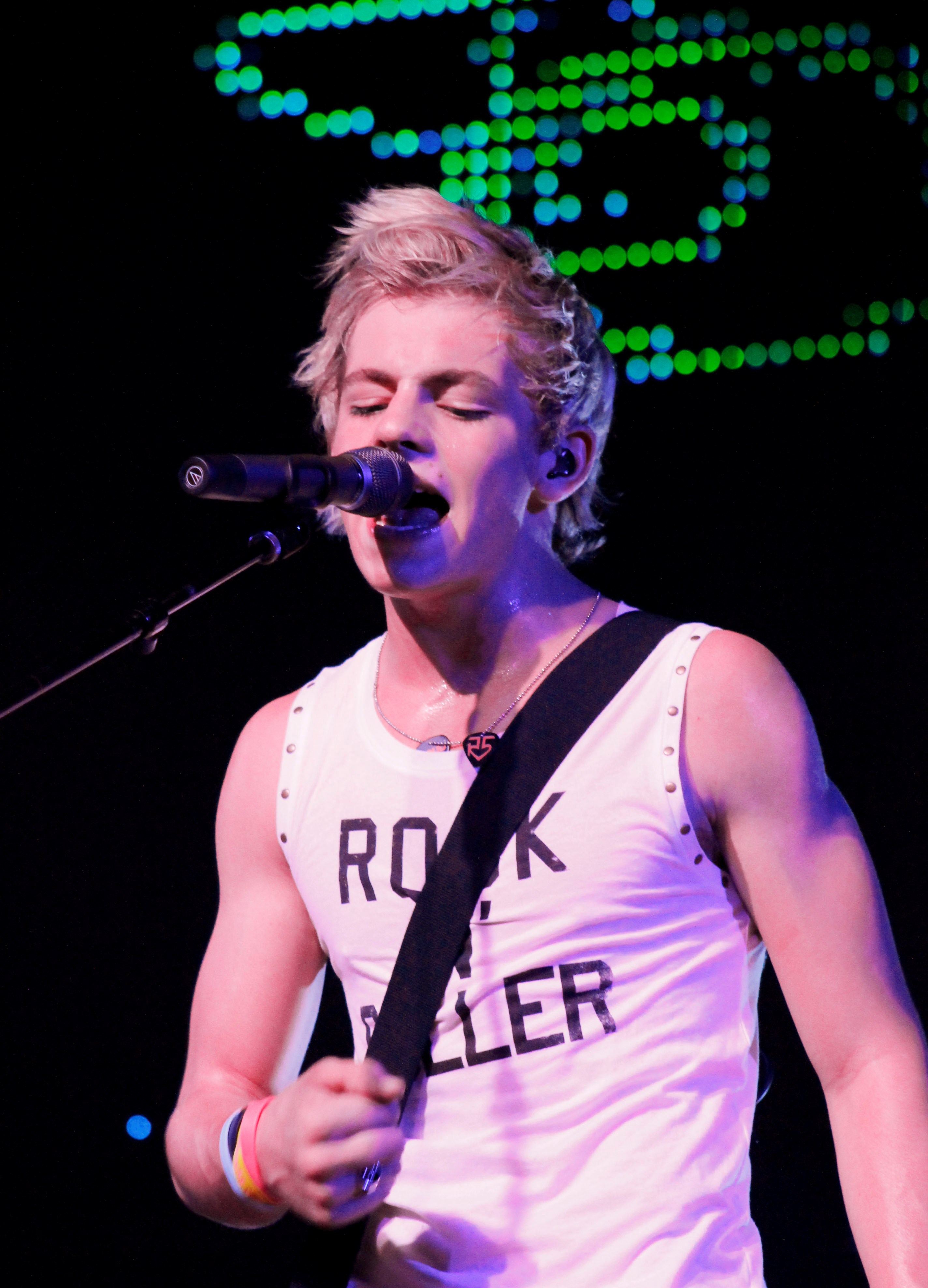
Росс Линч (Loud Tour, 2013)
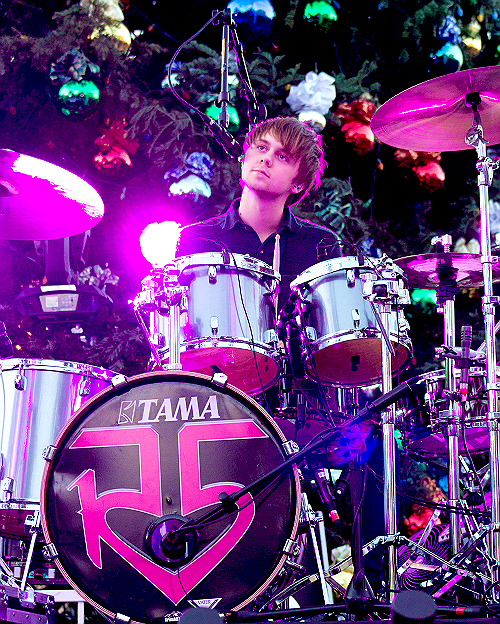
Эллингтон Рэтлифф (Loud Tour, 2014)

## Дискография

### Студийные Альбомы
| Название | Информация об альбоме                                                                      | Место в чартах (US) |
| -------- | ------------------------------------------------------------------------------------------ | ------------------- |
| Louder   | - Дата выхода: 24 сентября 2013 - Формат: CD, цифровые загрузки - Лейбл: Hollywood Records | 24                  |

### Мини-Альбомы
- Ready Set Rock

1. Дата выхода: 9 марта 2010
2. Формат: Цифровой
3. Лейбл: Нет

- Loud

1. Дата выхода: 19 февраля 2013
2. Формат: CD, Цифровой
3. Лейбл: Hollywood Records

- Heart Made Up On You.

1. Дата выхода: 22 июля 2014

### Синглы
- «Loud» (2013,альбом Loud)
- «Pass Me By» (2013,альбом Louder)
- «(I Can’t) Forget About You» (2014,альбом Louder)
- «One Last Dance» (2014, альбом Louder)
- «Heart Made Up On You» (2014, альбом Heart Made Up On You)
- «Smile» (2014)

## Музыкальные видео
| Название                       | Год  | Режиссёр      |
| ------------------------------ | ---- | ------------- |
| «Say You’ll Stay»              | 2010 | Неизвестно    |
| «Loud»                         | 2013 | Ryan Pallotta |
| «Pass Me By»                   | 2013 | Ryan Pallotta |
| «(I Can’t) Forget About You»   | 2014 | Неизвестно    |
| «One Last Dance»               | 2014 | Неизвестно    |
| «Rock That Rock»               | 2014 | Неизвестно    |
| «Heart Made Up On You»         | 2014 | Неизвестно    |
| «Smile»                        | 2014 | Michel Border |
| « Let's Not Be Alone Tonight » | 2015 | Неизвестно    |
| «All Night»                    | 2015 | Неизвестно    |
| «Dark Side»                    | 2016 | Неизвестно    |
| «Hurts Good»                   | 2017 | Неизвестно    |
| «If»                           | 2017 | Неизвестно    |

## Награды и номинации
| Год  | Номинация                 | Категория                                              | Кандидат     | Результат |
| ---- | ------------------------- | ------------------------------------------------------ | ------------ | --------- |
| 2013 | Radio Disney Music Awards | Лучшая музыкальная группа                              | R5           | Номинация |
| 2013 | Radio Disney Music Awards | Лучшее живое выступление                               | "Loud"       | Номинация |
| 2013 | Teen Icon Awards          | Лучшая группа                                          | R5           | Номинация |
| 2014 | Radio Disney Music Awards | Лучшая музыкальная группа                              | R5           | Номинация |
| 2014 | Radio Disney Music Awards | Любимая песня                                          | "Loud"       | Номинация |
| 2014 | Radio Disney Music Awards | Лучшая песня для путешествия                           | "Pass Me By" | Номинация |
| 2014 | Radio Disney Music Awards | Лучшая группа                                          | R5           | Победа    |
| 2014 | Radio Disney Music Awards | Группа, которая произвела бурные овации среди зрителей | R5           | Победа    |
| 2014 | VevoLIFT Fan Vote         | VevoLIFT Artist                                        | R5           | Номинация |

## Тур
Группа отправилась в мини-тур под названием R5 West Coast Tour летом 2012 года.
- 2012: R5 West Coast Tour
- 2012: R5 East Coast Tour
- 2013: Loud Tour
- 2013: Dancing Out My Pants Tour
- 2014: Louder Tour(https://web.archive.org/web/20140126170137/http://r5rockstheworld.com/#/explore?country=KZ)
- 2016: "Sometimes Last Night"